# 1424
1424 (MCDXXIV) a fost un an bisect al calendarului iulian, care a început într-o zi de sâmbătă.

## Evenimente
- 17 august: Războiul de 100 de ani. Bătălia de la Verneuil (Franța). Englezii, conduși de ducele de Bredford înfrâng pe francezi și pe scoțieni; doi conți francezi cad în luptă.
- Sigismund de Luxemburg desființează Prepozitura Sibiului și transferă proprietățile acesteia orașului Sibiu.

## Nașteri
- 31 octombrie: Vladislav al III-lea al Poloniei Fost rege al Poloniei (d. 1444)

## Decese
- 11 octombrie: Jan Žižka  (n. 1360)
- 10 iunie: Ernest I, Duce al Austriei duce al Austriei (1377-1424) (n. 1377)